# Tóth Barnabás (filmrendező)
Tóth Barnabás (névváltozat: Tóth Barna) (Strasbourg, 1977. december 9. – ) magyar filmrendező, forgatókönyvíró, színész és filmproducer, a Momentán Társulat alapító tagja. Susotázs című kisjátékfilmjét 2019-ben beválogatták az Oscar-díj 10 kisfilmet tartalmazó rövidlistájára, rá egy évre pedig az Akik maradtak című játékfilmje került fel a  2020-as Oscar-díj szűkített listájára.

## Életpályája
Hétéves kora óta járt a Harlekin, majd a Cilinder Gyermekszínházakba. Kilenc évesen, Xantus János Hülyeség nem akadály című filmjében tűnt fel első alkalommal, majd az Eldorádó, A legényanya, és több játékfilm gyermekszerepe után Szabó Ildikó Gyerekgyilkosságok című drámájában kapott főszerepet; Balogh Zsolt alakjának megformálásáért 1993-ban a 24. Magyar Filmszemlén különdíjat, Genfben pedig „A holnap sztárjai” fesztiválon elismerő oklevelet kapott. Tíz éves korától huszonéves koráig látogatta Földessy Margit Színjáték- és Drámastúdióját. Már gyermekként is több filmhez és sorozathoz kölcsönözte a hangját, így például szinkronszínészként közreműködött A gumimacik, a Beverly Hills 90210, a Trainspotting, vagy a Majd' megdöglik érte című filmekben.
Tizenhét évesen érettségizett az újpesti Könyves Kálmán Gimnáziumban, közben folyamatosan filmezett. Játszott a kaposvári Csiky Gergely Színházban, a Katona József Színházban és a Vígszínházban. 1995-ben sikertelenül felvételizett a Színház- és Filmművészeti Főiskola színész szakára, ezért a Külkereskedelmi Főiskola nemzetközi kommunikáció szakának, reklám szakirányát választotta, ahova tanulmányi eredményeinek, valamint kiváló angol és francia nyelvtudásának köszönhetően nem kellett felvételi vizsgát tennie.
Mivel továbbra is vonzotta a filmezés, két év múlva ismét jelentkezett a színművészetire, de másodszor is elutasították. 1998-ban, közgazdasági diplomával a zsebében felvételt nyert a Színház- és Filmművészeti Főiskola akkor induló producer szakára, majd átjelentkezett rendezőnek és a két szakot együtt végezte el 2003-ban.
2002-ben egy háromfős nemzetközi stáb tagjaként hét rövid dokumentumfilmet forgatott hét országban a Volunteers´ Odyssey (Önkéntes Odüsszeia) nevű nemzetközi televíziós produkció számára, melyekkel humanitárius vagy emberi jogi önkéntes szervezeteket mutattak be. 2007-ben Született lúzer című televíziós vígjátéksorozatot rendezte, ami az első, magyar forgatókönyv alapján készült HBO-sorozat volt.
2009-ben készült el első nagyjátékfilmje, a Rózsaszín sajt, amelynek rendezője, forgatókönyvírója és egyben főszereplője volt. Filmbéli apját Bezerédi Zoltán alakította, akivel korábban már szinkronszerepekben dolgozott együtt.
2013-ban az Újratervezés című kisjátékfilmjének főszerepeire sikerült megnyernie Pogány Juditot és Kovács Zsoltot. A filmnek előbb nem volt nagy visszhangja, azonban három évre rá valósággal „robbantotta a világhálót” – négy nap alatt egymillión felüli kattintást ért el.
Susotázs című kisjátékfilmje Magyarországon 2018. április 4-én a Friss Hús Budapest Nemzetközi Rövidfilmfesztiválon mutatkozott be. Beválogatták több rangos európai és amerikai fesztiválra, többek között a Manhattan Rövidfilmfesztiválra, mely utazó fesztivál keretében Los Angelesben is vetítették, így jelölhetővé vált az Oscar-díjra. Az alkotást beválogatták a 2019-es Oscar-díj legjobb élőszereplős rövidfilm kategóriájának 10 kisfilmet tartalmazó szűkített listájára (shortlist). 2019 szeptemberében a 46. Telluride-i Filmfesztiválon debütált az Akik maradtak című filmdrámája, melyet a magyar mozik még abban a hónapban vetíteni kezdtek. Magyarország ezt a filmet indította a 2020-as Oscar-díjversenyben, ahol a legjobb nemzetközi játékfilm kategóriában ugyancsak a szűkített listáig jutott. Az eredetileg televízióra készült alkotást a Duna Televízió 2020 májusában sugározta először. A film alapjául szolgáló könyvet F. Várkonyi Zsuzsa pszichológus írta 2004-ben, Férfiidők lányregénye címen.
Nemcsak a kamera mögött mutatta meg tehetségét, számos, főként rövid- és kisjátékfilmben vállalt színészi munkát. A Momentán Társulat alapító tagja, valamint több mint hetven, vakoknak és gyengénlátóknak szánt hangoskönyv elkészítésében működött közre. Önmagát nem „valódi színésznek”, hanem nagy fokú improvizációs készsége miatt „impró színésznek” tartja, és bár sok színpadi, filmes és szinkronszerepet vállalt, mindig is közelebb állt szívéhez a filmrendezés. Gyakran asszisztál nemzetközi produkcióban, saját alkotásainak egy részét is így készítette. 2017-ben a magyar stáb rendezőasszisztense volt a La promesse de l'aube címmel Romain Gary életéről Pierre Niney és Charlotte Gainsbourg főszereplésével készített francia-belga filmdrámának.
Nős, felesége Lisztes Linda színésznő, ugyancsak a Momentán Társulat tagja. Három gyermekük van.
Angolul és franciául kifogástalanul beszél, képes improvizálni is, de német nyelven is játszott már jelenetet.

## Filmjei
| - 1999 – Négy szimpla filmetűd a szerelem témájára - 2000 – Szépkorúak (dokumentumfilm) - 2000 – Az ember, akit kihagytak (rövidfilm) - 2001 – A mi autónk (rövidfilm) - 2001 – Kiss Feri tutira megy (rövidfilm) - 2003 – (terep)SZEMLE 1. (rövidfilm) - 2004 – Kiállítás (rövidfilm) - 2004 – Vonaton (rövidfilm) - 2005 – Autogram (rövidfilm) - 2005 – Szerelem meg hal (rövidfilm) - 2006 – Originál Láger (rövidfilm) (rendezőasszisztens) - 2006 – Egy szavazat (rövidfilm) - 2007 – Meglepetés (rövidfilm) - 2007 – Született lúzer (tévésorozat 3 epizódja) - 2009 – Rózsaszín sajt - 2011 – (terep)SZEMLE 2. (rövidfilm) - 2011 – Csalfa Karma (tévésorozat) - 2012 – Asterix és Obelix: Isten óvja Britanniát (első asszisztens) - 2013 – Hors Pairs (dokumentum rövidfilm) - 2013 – Újratervezés (rövidfilm) - 2015 – Az elmenetel (rövidfilm) - 2017 – Ultra (dokumentumfilm) (első asszisztens) - 2017 – La promesse de l'aube (second unit rendezőasszisztens) - 2017 – Van egy határ (kisjátékfilm) - 2018 – Susotázs (kisjátékfilm) - 2019 – Akik maradtak - 2023 – Mesterjátszma | - 1999 – Négy szimpla filmetűd a szerelem témájára - 2000 – Szépkorúak (dokumentumfilm) - 2000 – Az ember, akit kihagytak (rövidfilm) - 2001 – A mi autónk (rövidfilm) - 2001 – Kiss Feri tutira megy (rövidfilm) - 2003 – (terep)SZEMLE 1. (rövidfilm) - 2004 – Kő papír olló (rövidfilm, rendező: Simonyi Balázs) - 2004 – Kiállítás (rövidfilm) - 2004 – Vonaton (rövidfilm) - 2005 – Autogram (rövidfilm) - 2005 – Szerelem meg hal (rövidfilm) - 2006 – Egy szavazat (rövidfilm) - 2007 – Meglepetés (rövidfilm) - 2007 – Született lúzer (tévésorozat 3 epizódja) - 2009 – Rózsaszín sajt - 2011 – (terep)SZEMLE 2. (rövidfilm) - 2011 – Csalfa Karma (tévésorozat) - 2012 – Családi Titkok (mini tévésorozat) (Az eltitkolt családtag epizód, rendező: Végh Zoltán Vozo) - 2013 – Hors Pairs (dokumentum-, rövidfilm) - 2013 – Újratervezés (rövidfilm) - 2014 – Magánnyomozók (tévésorozat, 2 epizód) - 2015 – Az elmenetel (rövidfilm) - 2017 – Van egy határ (kisjátékfilm) - 2018 – Susotázs (kisjátékfilm) - 2019 – Akik maradtak |

### Színészként
- 1986 – Hülyeség nem akadály (Andriska)
- 1988 – Eldorádó (Valkó Imi)
- 1989 – A legényanya (Józsi fia)
- 1989 – Doven ajtaja (tévéfilm) (Chris)
- 1989 – Laurin (Stefan Berghaus)
- 1993 – Gyerekgyilkosságok (Balogh Zsolt)
- 1996 – Kisváros (tévésorozat Extázis epizódja)
- 1998 – Szívlövés (tévéfilm) (Oroz)
- 2001 – Kiss Feri tutira megy (rövidfilm) (Feri)
- 2003 – (terep)SZEMLE 1. (rövidfilm) (az igazgató)
- 2003 – Puzzle (rövidfilm) (gyilkos)
- 2004 – Vonaton (rövidfilm) (Zsolt)
- 2005 – Autogram (rövidfilm) (fiú)
- 2006 – Lopott képek (Péter)
- 2009 – Rózsaszín sajt (Papp Dániel)
- 2011 – (terep)SZEMLE 2. (rövidfilm) (az igazgató)
- 2012 – Picasso bandája (rendőr)
- 2015 – Kémek küldetése (tévésorozat Into the Fire epizódja) (francia rendőr)
- 2016 – Fiú a vonaton (János)
- 2017 – The Crown (tévésorozat Dear Mrs. Kennedy epizódja) (francia diplomata)
- 2018 – Aaron (Jack)

### Szinkronszínészként
- Szabotázs – Stevie, Sylvia öccse – Desmond Tester
- Haragban a világgal – John 'Plato' Crawford – Sal Mineo
- Szívzörej – Laurent Chevalier – Benoît Ferreux
- Védőszínek
- Magánórák – Philly – Eric Brown
- Gyerekek a tűzvonalban – Bobby – Peter Gilroy
- Péntek 13. – IV. rész: Az utolsó fejezet – Jimmy – Crispin Glover
- A gumimacik – Cubbi hangja
- Állj mellém! – Charlie Hogan – Gary Riley
- Én kicsi pónim – Danny – Scott Menville
- Péntek 13. – VII. rész: Friss Vér – Ben – Craig Thomas
- Mondhatsz akármit – Joe – Loren Dean
- Manuel – Manuel – Nuno Da Costa
- Váratlan utazás – Andrew King – Joel Blake
- Rémséges mesék – Billy – Tres Holton
- Mokaszin – Carey – Ben Mendelsohn
- Üstökös Moomin-völgy fölött – Szuszek hangja – Pertti Koivula
- A grund – Kenny DeNunez – Brandon Quintin Adams
- Beverly Hills 90210: Karácsonyi különkiadás – Brian Austin Green – Brian Austin Green
- Bűnhődjenek az ártatlanok – Robey Weston – Michael D. Arenz
- Veszélyes hely – Ethan – Ted Jan Roberts
- Casper – Vic DePhillippi – Garette Ratliff Henson
- Csodák utcája – Jaime 'Jimmy' Parades – Esteban Soberanes
- Trainspotting – Beteg Fiú – Jonny Lee Miller
- Bűnhődjenek az ártatlanok 2. – Robey Weston – Michael D. Arenz
- Jackie O őrült szenvedélye – Fiatal Marty hangja – David Love
- Felícia utazása – Johnny Lysaght – Peter McDonald
- Szabad a szerelem – Nick – Timothy J. Scanlin, Jr.
- Kerül, amibe kerül – Cosmo – Colin Hanks
- Kergebirkák – Charles – Joseph Mazzello
- Kihevered haver! – Berke Landers – Ben Foster
- A talizmán átka – Darryl – Max Garner Gore
- Tortilla leves – Andy – Nikolai Kinski
- Az iskoláját! – Likőrbolti pénztáros – Martin Starr
- Hollywood asszonyai – Evan Richter – James Thomas
- Hymypoika – Kitűnő tanulók
- Vágta – Red Pollard – Tobey Maguire
- Angyalom – Billy – Vincent Rottiers
- Blueberry - A fejvadász – Mike Blueberry fiatalon – Hugh O'Conor
- Hölgyválasz – Evan Clark – Stark Sands
- Maszájok – Az eső harcosai – Lomotoon – Parkasio Ole Muntet
- A rosszak jobbak – Dean – Chad Faust
- Ámok – Eric – Matt O’Leary
- Constantine, a démonvadász – Chas Kramer – Shia LaBeouf
- Sophie Scholl – Aki szembeszállt Hitlerrel – Christoph Probst – Florian Stetter
- Ujj-függő – Justin Cobb – Lou Taylor Pucci
- Vérfarkas – Jimmy – Jesse Eisenberg
- Buliszerviz 2. - Taj előmenetele – Percy – Tom Davey
- Ízlésficam – Matthew – Nick Swardson
- Superbad, avagy miért ciki a szex? – Fogell – Christopher Mintz-Plasse
- A szörny 2. – Scott – Chad Michael Collins
- Parti-randi – Drew Patterson – Robbie Amell
- Kisvárosi Rock 'n' Roll – Freddie Taylor – Christian Cooke
- Levelek Júliának – Charlie – Christopher Egan
- Gumiláb – Ren MacCormack – Kenny Wormald
- Veszélyes ultimátum – Tony – Bronson Webb
- Büszkeség és bányászélet – Joe – George MacKay
- A harminchármak – Igor Proestakis – Jorge Diaz
- Énekelj! – Kai hangja
- A tél vidéke – Richard – Shiloh Fernandez
- Kaliforniai álom – Jake Sommers Jay – Anthony Franke

## Főbb díjak, elismerések
- 1993 : 24. Magyar Filmszemle – különdíj (színészi alakításért) – Gyerekgyilkosságok
- 1993 : „A holnap sztárjai” Filmfesztivál (Genf) – elismerő oklevél (színészi alakításért) – Gyerekgyilkosságok
- 2004 : Aubagne-i Nemzetközi Filmfesztivál – "Rövidfilm éjszakája" közönségdíj – Vonaton
- 2004 : Pontault-Combault Rövidfilmfesztivál – közönségdíj – Vonaton
- 2004 : Cottbus-i Kelet-európai Filmek Fesztiválja – különdíj – Vonaton
- 2007 : 3. BuSho Nemzetközi Rövidfilm Fesztivál (Budapest) - Ezüst BuSho-díj - Egy szavazat (Simonyi Balázzsal együtt)
- 2010 : Bergyanszk Nemzetközi Filmfesztivál - közönségdíj - Rózsaszín sajt
- 2013 : Magyar Filmkritikusok Díja - legjobb kisjátékfilm - Újratervezés
- 2013 : Friss Hús Fesztivál - közönségdíj - Újratervezés
- 2014 : Vukovári Filmfesztivál – Aranyuszály díj – Újratervezés
- 2014 : 10. BuSho Nemzetközi Rövidfilm Fesztivál (Budapest) - Ezüst BuSho-díj - Újratervezés
- 2014 : Berlin Interfilm Nemzetközi Rövidfilmfesztivál - Car Shorts díj - Újratervezés
- 2014 : Szöul Asiana  Nemzetközi Rövidfilmfesztivál - közönségdíj - Újratervezés
- 2017 : 13. BuSho Nemzetközi Rövidfilm Fesztivál (Budapest) - Bronz BuSho-díj - Van egy határ
- 2018 : Rhode Island Nemzetközi Filmfesztivál – legjobb rövid filmvígjáték – Susotázs
- 2018 : Manhattan Rövidfilmfesztivál – „Ezüst Medál” a legjobb filmnek – Susotázs
- 2018 : Kinofil Manchesteri Nemzetközi Rövidfilmfesztivál – legjobb rövid filmvígjáték – Susotázs
- 2018 : Innsbrucki Természettudományi Filmfesztivál – legjobb film – Susotázs
- 2018 : Hickory Footcandle Filmfesztivál - legjobb rövidfilm – Susotázs
- 2018 : High Wycombe Fisheye Filmfesztivál – legjobb rövidfilm, legjobb forgatókönyv – Susotázs
- 2018 : Marosvásárhelyi AlterNative Nemzetközi Rövidfilmfesztivál - fődíj – Susotázs
- 2019 : Magyar Filmdíj – legjobb forgatókönyvíró (kisjátékfilm) – Susotázs
- 2020 : Magyar Filmdíj – legjobb rendező – Akik maradtak
- 2020 : Magyar Filmdíj – legjobb forgatókönyvíró – Akik maradtak
- 2020 : Magyar Filmkritikusok Díja – legjobb forgatókönyvíró – Akik maradtak